# Jindřich III. z Plavna
Jindřich III. z Plavna (německy Heinrich III. von Plauen, 1453 – 22. srpna 1519) byl míšeňský purkrabí, hejtman českých lén a fojt Dolní Lužice.

## Život
Narodil se jako syn Jindřicha II. z Plavna, který přišel o svůj majetek jako míšeňský purkrabí a fojta Plavna a Weidy. Syn Jindřich III. se asi od roku 1480 snažil o jejich zachování, ale v Čechách se mu podařilo získat zpět některé až v roce 1482. 
Po smrti otce kolem roku 1484 převzal titul míšeňského purkrabího, což ho jako říšského knížete opravňovalo k účasti na císařských sněmech a titul pána z Plavna, s nímž však již nebyly spojeny konkrétní úřady.
V roce 1492 byl Jindřich jmenován hejtmanem českých lén mimo Čechy, tedy v Německu a také místním hejtmanem společenství v Dolním Bavorsku. Tato funkce není badatelsky vysvětlená a pravděpodobně skončila v roce 1493 rozpuštěním společenství.
V roce 1493 český král Vladislav II. jmenoval Jindřicha dolnolužickým fojtem. V roce 1494 mu dal do zástavy panství Spremberg, kterého se Jindřich zpočátku nemohl zmocnit. Kolem roku 1497/98 založil Jindřich vilemitský klášter u Lübbenu, kde měl sídlo jako fojt (soudní vykonavatel), a osadil jej mnichy z Orlamünde u Výmaru. V roce 1498 získal od krále pravidelný příjem z benediktinského kláštera v Gubenu a z cel v Luckau jako záruku za vypůjčené peníze.
V roce 1502 se Jindřich po dlouhých sporech zmocnit spremberského panství, vyvolal tím však velkou nelibost dolnolužických zemských stavů. V roce 1504 ho král z funkce fojta odvolal a nahradil ho jeho bratrem Zikmundem. Přesný důvod tohoto rozhodnutí však není jasný.
Jindřich však odmítl spremberské panství vydat a podařilo se ho vypudit až v roce 1508 po zásahu dolnolužického a braniborského vojska. Přišel i o příjem od Gubenu i Luckau. 
Jindřich III. z Plavna zemřel v roce 1519.

## Manželství a potomstvo
Jindřich byl několikrát ženatý
- 18. února 1478 se oženil s Mechthildou ze Schwarzburgu (1457–1492), dcerou hraběte Jindřicha XX. Schwarzbursko-Leutenberského (1412-1464) a Brigity z Gera (1437-1490), z tohoto manželství se narodily dvě dcery:
  - Markéta (1480–1531), provdaná za Jaroslava II. z Lobkovic (1483–1529)
  - Ludmila (1482-1541), jeptiška v Georgenklosteru v Lipsku

- 25. listopadu 1503 se oženil s Barborou Anhaltsko-Köthenskou (1483-1533), dcerou knížete Valdemara VI. Anhaltsko-Köthenského a Markéty Schwarzbursko-Blankenburské. Měli několik dětí:
  - Anna (1506-1548), abatyše v opatství Gernrode
  - Jindřich (1508–1515)
  - Jindřich IV. (1510-1554), purkrabí míšeňský, ženatý s Markétou ze Salm-Neuburgu
  - Jindřich (1512–1518)
  - Markéta (1514–1555), provdaná za Bohuslava Felixe z Lobkovic, fojta Dolní Lužice

- naposledy v nelegitimním vztahu s Margaretou Pigklerovou, s níž měl jednoho syna:
  - Jindřich (1500-1550)